# Павлопіль
Па́влопіль — село Сартанської селищної громади Маріупольського району (до 11 грудня 2014 — Новоазовського району) Донецької області України. Населення — 624 особи.

## Географія
Відстань до Новоазовська становить близько 32 км, проходить автошляхом місцевого значення.
Розташований на березі Кальміусу, за 22 км від залізничної станції Кальчик.

## Історія
Павлопіль заснований 1838 на континентальній частині колишнього Кримського ханату.
Із 1917 — у складі УНР. З 1918 перебуває під контролем органів самоуправління повстанської армії Нестора Махна. З 1921 — стабільний комуністичний режим, який включив Павлопіль до складу УРСР.
Із 1941 — у складі Німеччини. 1943 — знову у складі СРСР.
Із 1991 — у державі Україна.

### 2014
- У Маріуполь до початку війни з Росією ходив рейсовий автобус 7-8 разів на день.
- Під час війни на сході України зайнятий російськими військами у серпні 2014. У ніч на 8 вересня російська диверсійна група підірвала міст через Кальміус, що з'єднував село із Орловським, Чермаликом[1], аби уникнути наступу українських військ. Водночас існує інформація, що це українські війська підірвали міст, аби уникнути швидкого просування військ сепаратистів.

Відтак із вересня був припинений автомобільний зв'язок із селами Орловське та Чермалик. Зруйнованим мостом була можливість перетинати Кальміус тільки пішки або велосипедом.
- 6 жовтня 2014 — бойовики викрали сільського голову Павлополя, який фактично не визнавав влади «ДНР».[2].
- 4 листопада 2014 — російські бойовики здійснили масований танковий обстріл позиції АТО з околиць села, загинув солдат батальйону «Одеса» Михайло Святковський
- 23 листопада 2014 — російські терористи з «Градів» обстріляли позиції українських військових поблизу села.
- 11 грудня 2014 — з огляду на окупацію районного центру Новоазовськ, рішенням Верховної Ради село передано до складу Волноваського району Донецької області.
- 12 грудня поблизу Павлополя група дозору полку «Азов» та розвідники Збройних сил України виявили і знешкодили снайперську пару терористів і ДРГ, що влаштувала засідку. Автомобіль, у якому рухався сержант Ігор Бєлошицький, підірвався на встановленому терористами фугасі. Тоді ж загинув Ігор Сливка.

### 2015
- 10 лютого 2015 добровольчий полк Азов звільнив Павлопіль[3], загинув побратим Кирило Гейнц-«Німець».
- 17 червня 2015-го загинув у бойовому зіткненні з ДРГ поміж Чермаликом та Павлопільським водосховищем старший солдат 131-го батальйону Андрій Назаренко. Тоді ж загинув сержант Володимир Милосердов.
- 2 грудня 2015 року із «сірої зони» перейшло під контроль ЗСУ[4].
- Станом на початок 2016 р. рейсове автобусне сполучення з Маріуполем відновлене: з Павлополя 6 рейсів на день, із Маріуполя 4.[5]

### 2016
- 21 лютого 2016 р. від голови Донецької обласної військово-цивільної адміністрації Павла Жебрівського з'явилась інформація про створення тимчасового мосту.[6] Судячи з фото, міст зведено за кількасот метрів нижче за течією Кальміусу від підірваного мосту.
- 14 червня 2016 терористи обстріляли українські позиції біля села Павлопіль, загинули двоє бійців 56-ї окремої мотопіхотної бригади, один поранений[7].
- 28 липня 2016 під час обстрілів поранено українського військовика[8].
- 6 серпня 2016 під час обстрілів терористами поранено одного вояка[9].

### 2021
2 листопада 2021 року окупаційні сили Росії відкривали вогонь по позиціях українських військових в напрямі Павлополя. Внаслідок обстрілу один український військовослужбовець отримав смертельне поранення.

## Населення
| 1873 | 1897 | 1970 | 1976 | 2001 |
| ---- | ---- | ---- | ---- | ---- |
| ↗505 | ↗651 | ↗660 | ↘615 | ↗624 |

За даними перепису 2001 року населення села становило 624 особи, з них 72,6 % зазначили рідною мову українську, 26,28 % — російську та 0,32 % — вірменську мову.

## Сучасний стан
На території Павлополя розташована центральна садиба КСП «Авангард», який має 3128 га орної землі. Господарство багатогалузеве, тут вирощуються зернові, бобові, овочеві й технічні культури. Розвинуте м'ясо-молочне тваринництво.
У селі — восьмирічна школа, клуб, бібліотека. Працює профілакторій для тваринників.
2001 рідною мовою визнали:
- українська мова — 453 (72,60 %)
- російська мова — 164 (26,28 %)
- вірменська мова — 2 (0,32 %)

## Специфіка
У селі знаходиться гребля, яка утворює Павлопільське водосховище. Нижче дамби за півкілометра правий бік річки упродовж 300 метрів оточують обривисті скелі, які є одним із найпівденніших проявів Українського кристалічного щита у Приазов'ї. Висота скель від 5-6 метрів до 20-30 метрів. Через непридатну до сільськогосподарської діяльності землю збереглася первинна степова рослинність, яка місцями унікальна.

## Світлини

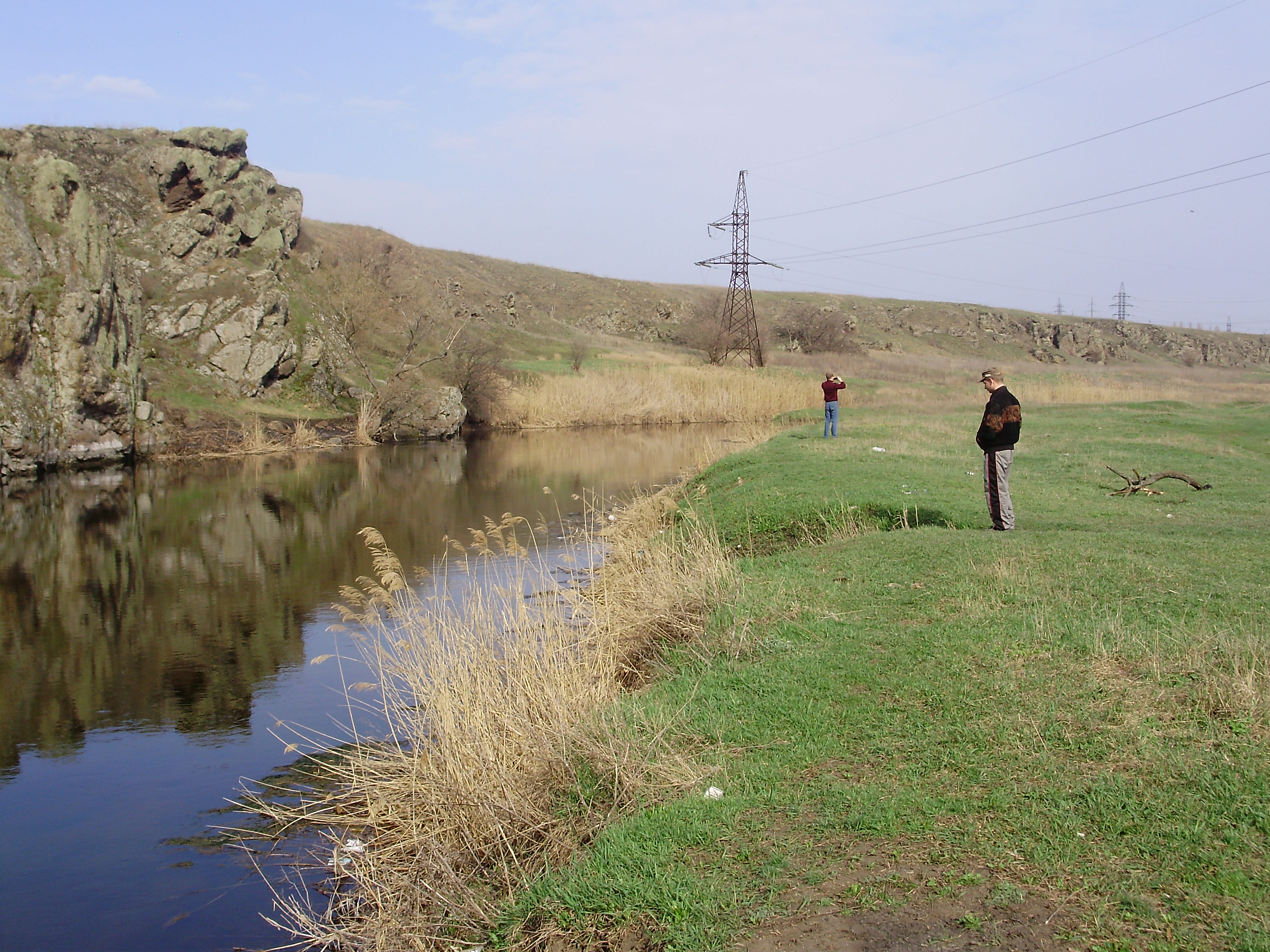
Уверх від каньйону розташована ГЕС
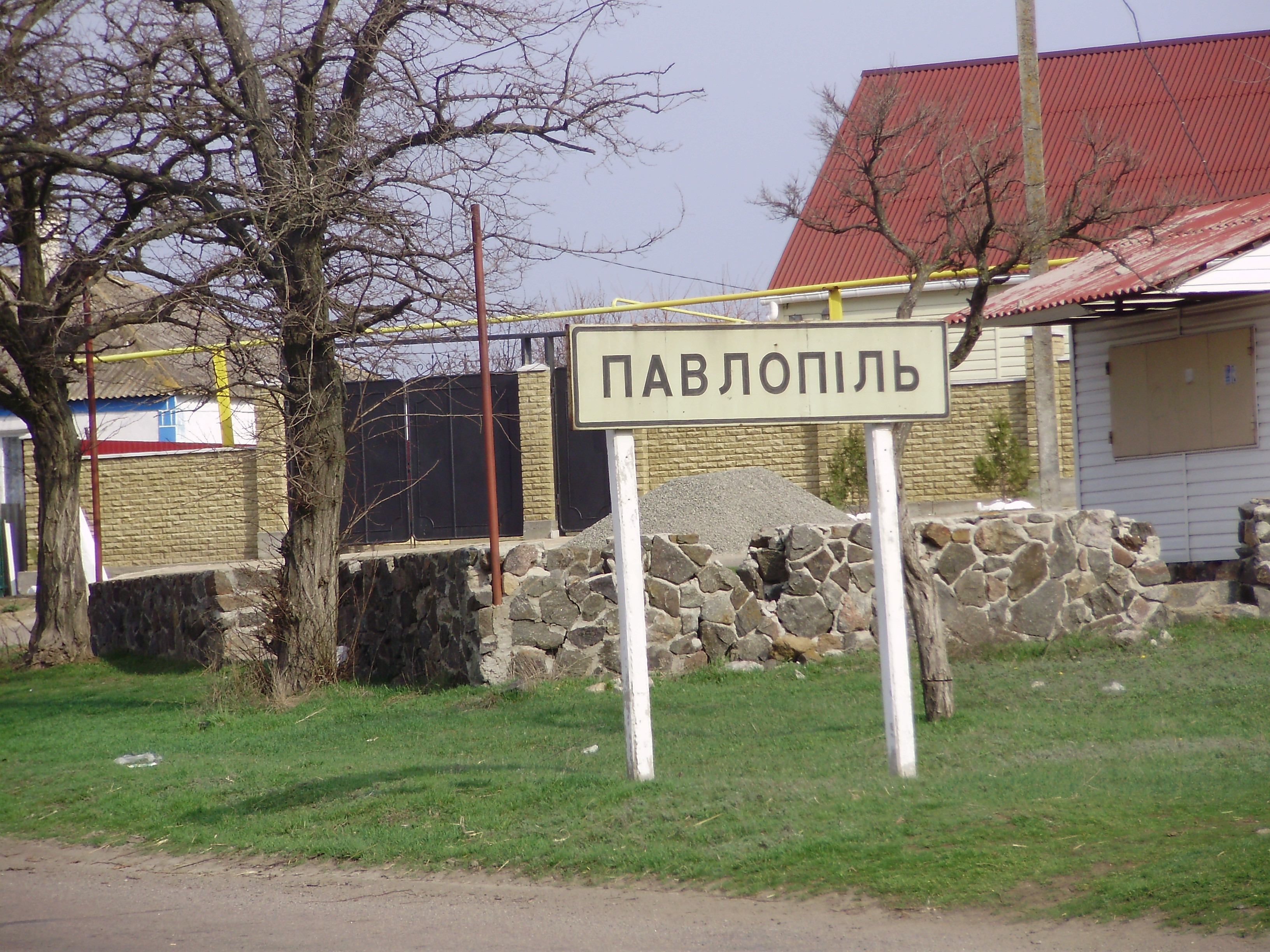
Інформаційна табличка
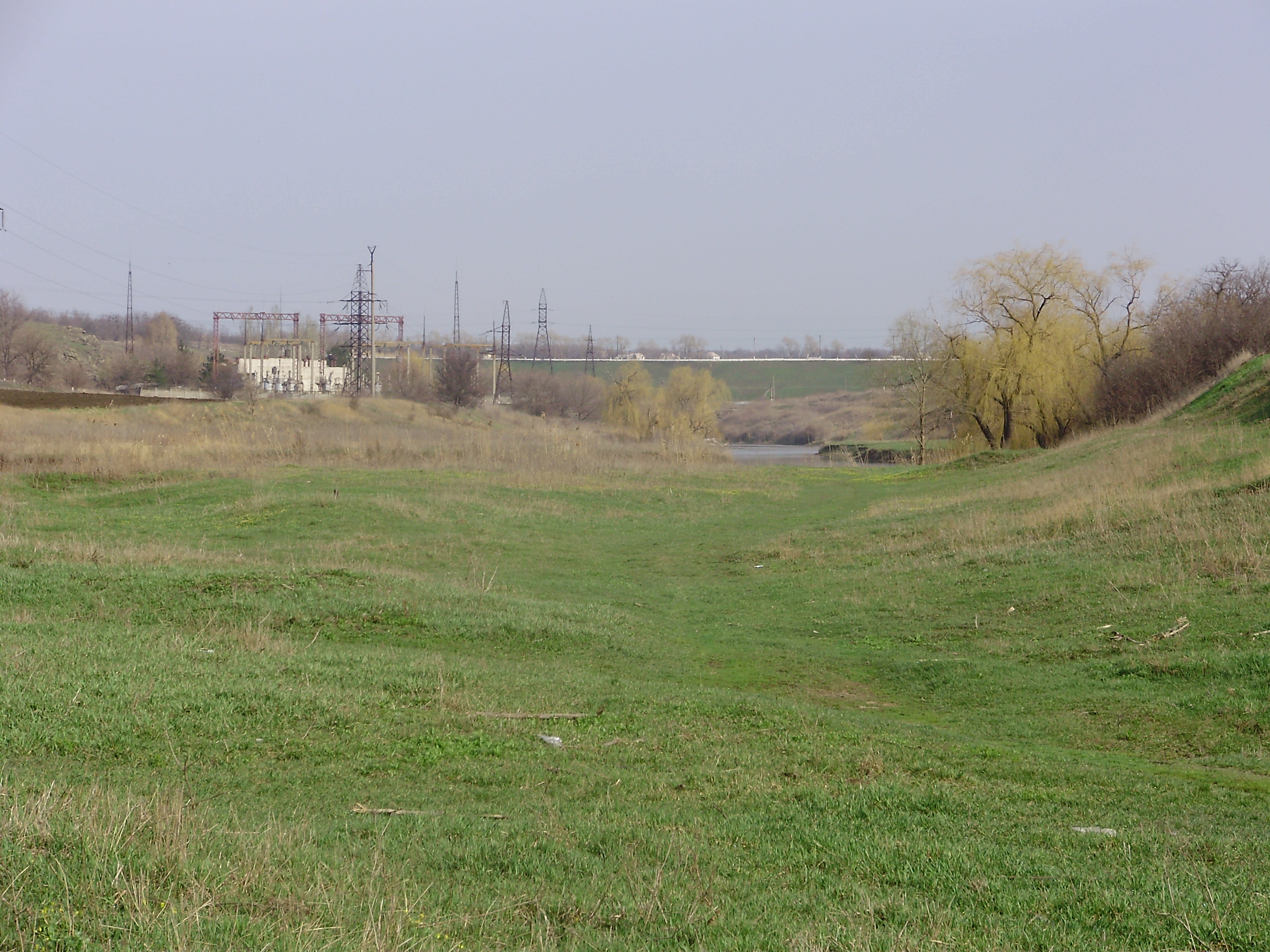
Дамба у селі
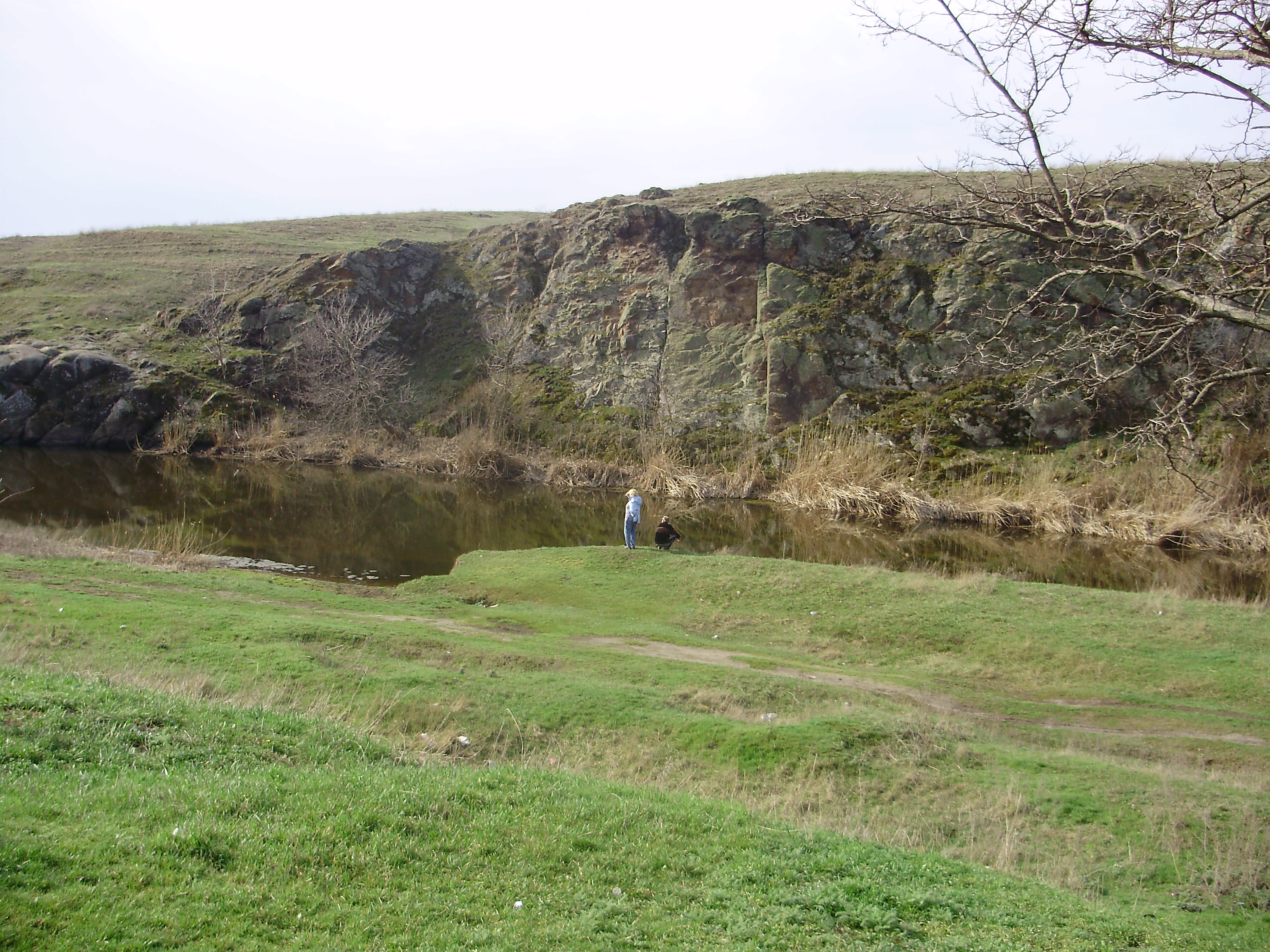
Каньйон у Павлополі
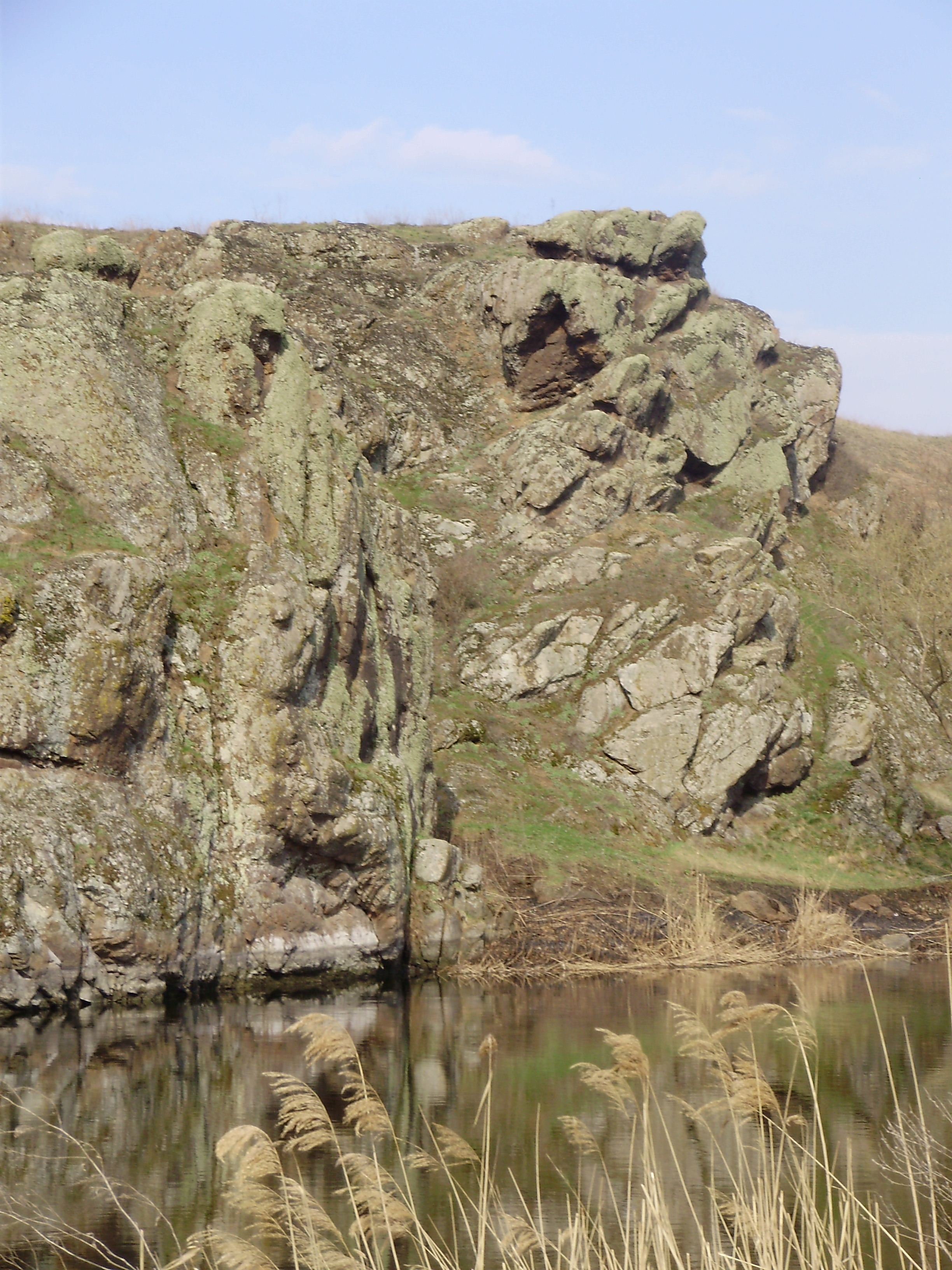
Скельний каньйон у селі
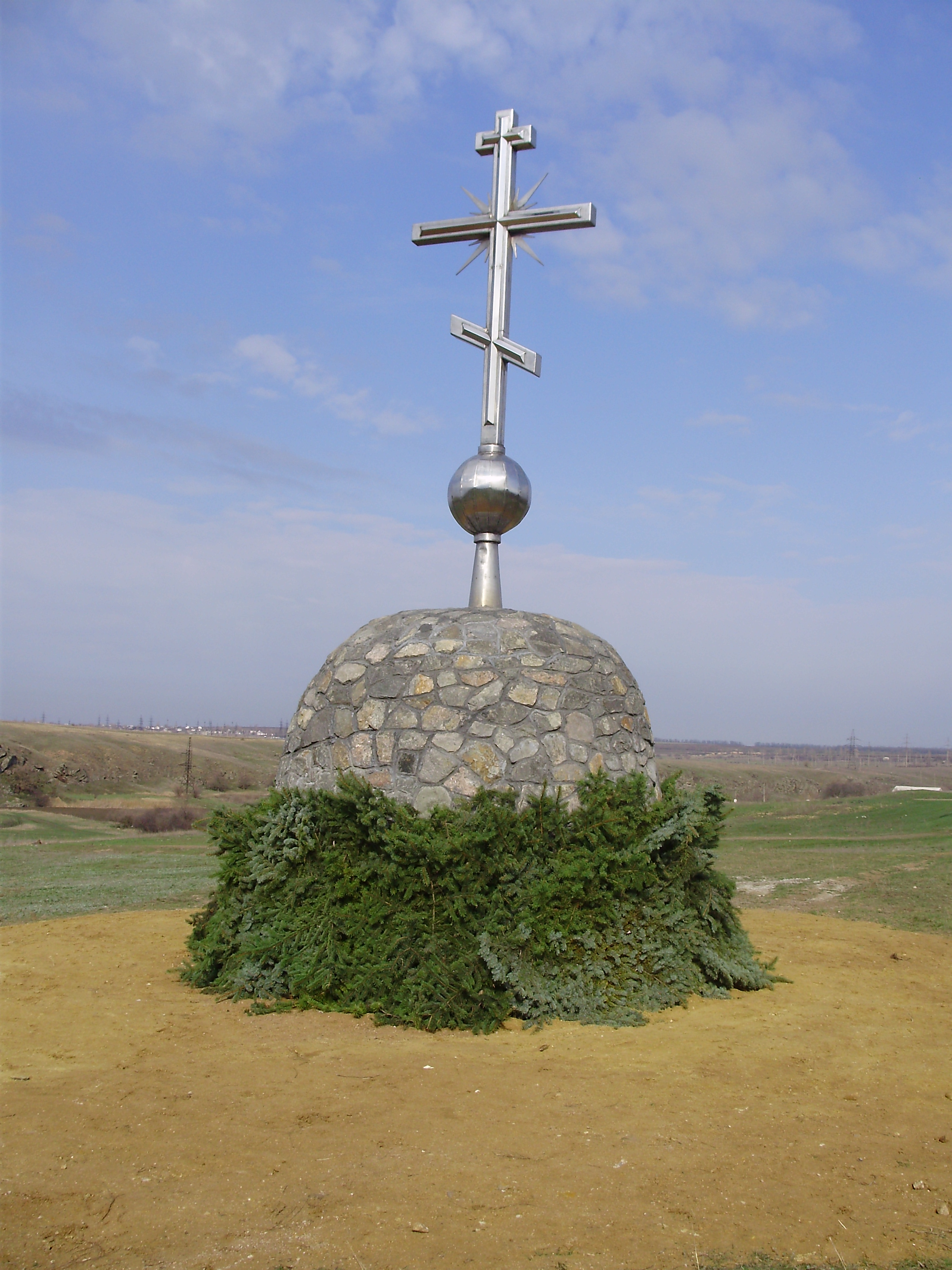
Пам'ятний хрест
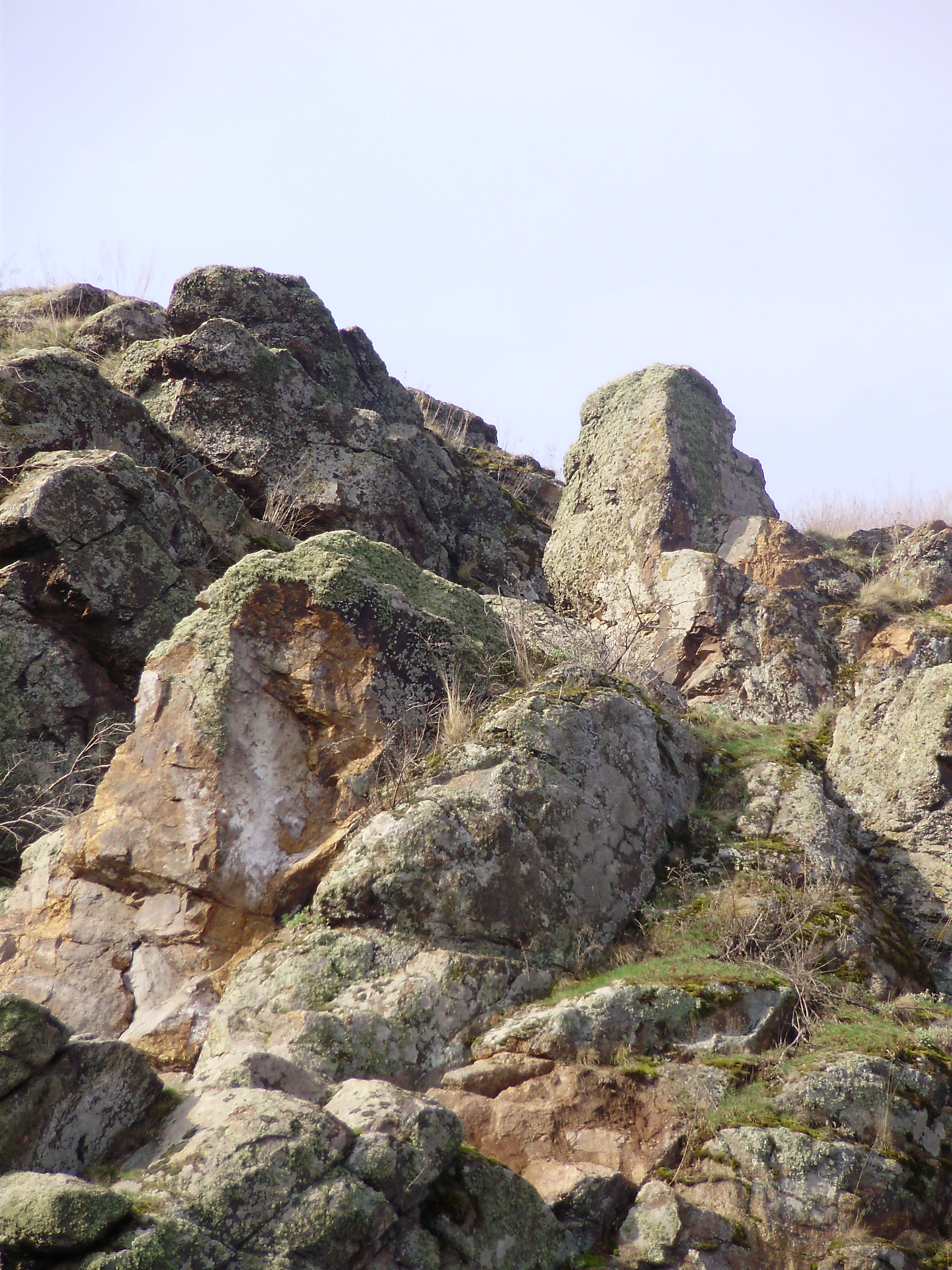
Скельний каньйон у селі